# ヌタウナギ
ヌタウナギ（饅鰻、沼田鰻、英: Hagfish）は、ヌタウナギ綱に属する生物の総称、円口類の一群、またはその中の一種 Eptatretus burgeri の標準和名である。ヌタウナギは脊椎動物として最も原始的な一群であり、硬骨魚類であるウナギとは体型が似ているに過ぎず、広義の魚類の中では硬骨魚類から最も遠縁のグループである。

## 概要
ヌタウナギの仲間は世界中の温帯域に広く分布し、ほとんどの種類は大陸棚辺縁にかけての深海に生息する。名前にウナギと付いているがウナギ目との類縁関係は遠く、同じ無顎類に属するヤツメウナギと近縁な生物である。厳密な意味での魚類ではないが、広義の魚類（無顎魚類）として魚の分類に含められることが多い。「生きている化石」と呼ばれるグループの一つであり、脊椎動物の起源と進化を考えるうえで重要な動物である。生息深層は5メートルから270メートルと幅広い。

## 名前
ヌタウナギとは、皮膚からたくさんの粘液が出て体がぬるぬるすることに由来する名称である。
従来、2006年（平成18年）までヌタウナギ科 (Myxinidae) の魚類は、目が退化して皮膚に埋もれ、外からは確認できない状態となっているため、これに因みメクラウナギ目メクラウナギ科という名で分類されていた。しかし、これは視覚障害者への差別的用語を含むため、2007年1月に日本魚類学会により綱以下の名称が「ヌタウナギ」へ、種としてのメクラウナギは「ホソヌタウナギ」という現在の標準和名へ変更された。英語名はHagfish（ハグフィッシュ、オニババ魚）、Slime eel（スライムイール、粘液ウナギ）。

## 生態学的特徴

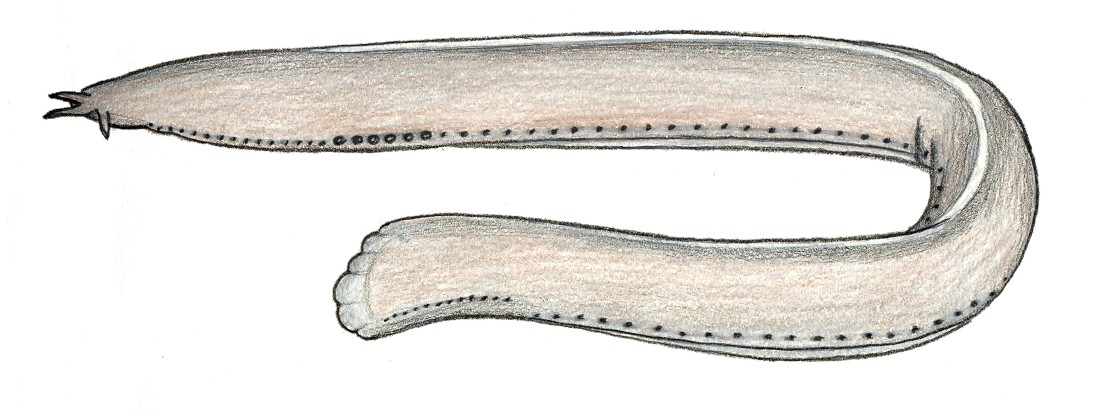
Eptatretus minor 体の下側に粘液腺の開口部が一列に並ぶ

一見ウナギに似るが、 無顎類に共通する顎を持っていない重要な特徴がある。体は細長く、皮膚は粘液（ヌタと呼ばれる）に覆われている。体の両側に1-16対の鰓孔がある。ヤツメウナギの仲間では鰓孔は7対で、「7個の目」と呼ばれる箇所である。3-4対の口ひげを持つ。骨格はほとんど軟骨で、体は極めて柔軟である。口の周りに歯を持たないが、舌の上に歯状突起があり、大型の魚に吸着し内部を侵食する。鰭は尾鰭のみで、腹鰭・胸鰭などの対鰭を持たない。小脳を欠く。卵巣と精巣を両方持つが、機能しているのはどちらか一つである。
目は退化して皮膚に埋もれているため視力が極めて弱い、あるいは無いと考えられている。眼球には水晶体がなく、特に深い海に生息するホソヌタウナギ属では網膜の発達も悪い場合が多い。目を覆う皮膚は色素に乏しく白みがかって見える。化石種の解析から、ヌタウナギ類の祖先は比較的発達した目を持っており、進化の過程で機能を退化させたものと考えられている。
一般に腐肉食性で、クジラや他の大型魚類などの死骸に集まる姿がしばしば観察される。鯨骨生物群集としては遷移の初期に見られる。生きた獲物ではゴカイのような多毛類にくわえ、頭足類や甲殻類、底生魚類も捕食していることがわかっている。体側には粘液の放出孔（70-200個）が一列に並び、ヌタウナギ固有の粘液腺（ヌタ腺と呼ばれる）から白色糸状の粘液を放出する。この粘液は捕食あるいは防御に用いられ、獲物の鰓に詰まらせて窒息させる効果もある。
非常に生命力が強い。頭部や内臓を失った状態でもしばらくの間は生存可能で、痛覚などに対する反射的な回避行動をとる。

## 遺伝学的特徴（染色体放出）
現在までヌタウナギ8種（Eptatretus burgeri（日本産）、E. stoutii（カナダ太平洋沿岸産）、E. okinoseanus（日本産）、E. cirrhatus（ニュージーランド産）、Paramyxine sheni（台湾産）、P. atami（日本産）、Myxine glutinosa（スウェーデン産）、M. garmani（日本産））の染色体の数は体細胞と生殖細胞で異なり、いずれも生殖細胞でよりも体細胞で多い。これは、個体発生の段階で体細胞系列と生殖細胞系列に分化する際に始原細胞から染色体やその一部（染色質）が失われる（染色体放出）ためであり、この現象はヌタウナギ目一般の現象であると考えられている。この遺伝的特徴はEptatretus burgeriで初めて明らかとなり、その染色体数は体細胞で36本、精祖細胞で52本、第一次精母細胞で25本か26本である。差分の16本が染色体放出により体細胞において生殖細胞から失われている。体細胞のDNA量は平均して生殖細胞のDNA量の79.2%であり、差分の16本が生殖細胞のDNA量に占める割合はおよそ20.8%である。また、差分の16本はCバンド染色法で陽性を示し（いわゆるヘテロクロマチン（異質染色質））、ダンベル型またはその他の形状の二価染色体である傾向がある。

### 高頻度縦列反復配列
一般に異質染色質は主に高頻度縦列反復配列 (英: highly and tandemly repeated DNA sequence) から成ると考えられているが、1993年に、E. okinoseanusの生殖細胞から2つの高頻度縦列反復配列（E. okinoseanusの放出配列という意味の「Eliminated Element of E. okinoseanus」にちなんでEEEo1および2）が単離された。EEEo1は生殖細胞から制限酵素BamHIにより分離された95bpのDNA配列で、対してEEEo2は制限酵素Dralにより分離された85bpのDNA配列である。2つの配列は異なるファミリーであり、生殖細胞にのみ存在する小核染色体のいくつかのCバンド染色陽性部位に存在する。その後、8種のヌタウナギ目から16種類の生殖細胞特異的な、もしくは偏在的な高頻度縦列反復配列が発見されている。
これら高頻度縦列反復配列は種に特異的なものもあれば数種類に存在するものもある。当初、これら高頻度縦列反復配列は体細胞ゲノムから当時検出されなかったため生殖細胞特異的なものと考えられていたが、そのほとんどは生殖細胞に比べて圧倒的に微量ながら体細胞にも存在することが明らかとなった。例えば、E. burgeriの全放出DNAの約88.6％を占めるEEEb1は、生殖細胞ゲノムで550万コピー存在し、これは生殖系列の全ゲノムDNAの約18.5％に相当するが、体細胞ゲノムには数百コピーしか存在しない。また、EEEb1は他の近縁種から見つかっていない。一方、EEEo2の存在量はE. burgeriで体細胞ゲノムと生殖細胞ゲノムでともに数万コピー程度と大きな差はない。また、EEEo2はヌタウナギ目に広く存在し、最初に発見されたEptatretus okinoseanusのほか、ニュージーランド産のEptatretus cirrhatusやParamyxine atamiでも見出されている。
このニュージーランド産Eptatretus cirrhatusの生殖細胞を制限酵素EcoRIで処理すると、EEEo2とは異なる（EEEo2はDral処理で得られる）2つの断片が得られるが、この断片は異なる3つのファミリーの高頻度縦列反復配列(172bpのEEEc1、61bpのEEEc2、54bpのEEEc3)で構成されており、しかもEEEo2を含めたこれら4つの配列の分布も異なる。EEEo2は12個のCバンド染色陽性染色体上に、EEEc1とEEEc3は全てのCバンド染色陽性およびいくつかのCバンド染色陰性染色体上に分散している。これとは対照的に、EEEc2はいくつかのCバンド染色陰性染色体の末端領域に位置している。これらの結果は、ヌタウナギ目生物の放出染色体が高頻度縦列反復ファミリーのモザイク（寄せ集め）であることを示唆する。
2010年に台湾産のParamyxine sheniから4つの放出・高頻度縦列配列EEPs1-4を発見し、Paramyxine sheni細胞中における分布を解析したという報告がなされた。EEPs1-4は全放出DNAの20％から27％を占めており、やはり従来発見されている放出・高頻度縦列配列同様に生殖細胞ゲノムに高いコピー数で縦列配置されている。しかし、体細胞内にも少量ながら存在する。また、EEPs1-4の分布を決定するために行われた蛍光遺伝子プローブ法 (FISH) は、生殖細胞の異質染色性染色体だけでなく、真性染色性染色体の両端もP. sheniの体細胞に存在せず、放出されることを示した。このことは、染色体末端の放出、さらには全ての染色体放出が体細胞染色体の分化に寄与することを強く示唆する。さらに、テロメアのFISHは、染色体の断片化とその後のde novo合成によるテロメア反復領域の付加が染色体末端の放出のメカニズムの一端である可能性を示した。このため、ヌタウナギ目において、染色体放出は体細胞の分化や進化の過程に深く関わると目されている。

### デュアル・エクスプレッション・システム
デュアル・エクスプレッション・システム (英: dual expression system) とは、円口類のヤツメウナギおよび硬骨魚類や両生類の一部で見られる、発現時期が異なる2タイプ（体細胞型と生殖細胞型）の5S rRNA遺伝子による5S rRNA遺伝子の発現調節機構である。5S rRNA遺伝子は、タンパク質合成を担うリボソームを構成するタンパク質5S rRNAをコードしており、この遺伝子の発現調節は細胞の表現型に関わる。E. burgeriを始め、ヌタウナギ目の全8種も5S rRNA遺伝子の2タイプをゲノム上に有しており、デュアル・エクスプレッション・システムにより5S rRNAの転写調節を行っている。この2タイプはヌタウナギ目細胞中においてそれぞれ異なる染色体上でクラスターを形成している。5S rRNA遺伝子は高頻度縦列反復配列の一種であり、染色細胞型5S rRNA遺伝子のクラスターは染色体放出の際に体細胞から除外され、染色細胞特異的な染色体にしか存在しない。このため、5S rRNA遺伝子の放出がヌタウナギ目の体細胞と染色体細胞の表現型の違いを直接的に生じさせる要因ではないかと考えられている。また、5S rRNA遺伝子の2タイプの登場はヌタウナギ目とナツメウナギ目が分岐した後、ヌタウナギ属とホソヌタウナギ属の分岐と同じ頃に生じたと考えられている。一方で、ヤツメウナギ目のウミヤツメ (Petromyzon marinus) において、数億の塩基対(と少なくともひとつの遺伝子座)が初期胚発生時に体細胞から除去される現象が2009年に観察され、脊椎動物で初めて染色体放出が起こることが発見された。

## 種としてのヌタウナギ
ヌタウナギ科には7属70種が記載されている。そのうちの1種であるEptatretus burgeri （標準和名ヌタウナギ）は日本の本州中部から九州南岸、国外では朝鮮半島南部、中国江蘇省、台湾に分布する。ほとんどが深海魚であるヌタウナギ類としては例外的に浅い海に分布する種類であり、水深10-270mの海底の砂泥中に生息している。
ヌタウナギには未だ英語名が付けられていない種が多く存在する。和名は日本近海に産する5種（ヌタウナギ、クロヌタウナギ、ムラサキヌタウナギ、ホソヌタウナギ、オキナホソヌタウナギ）以外には付けられていない。また、日本国内に産するものでも、まだ標準和名がついていないものが存在する。ヌタウナギの仲間は外観や食味に大差がないため、食用用途では種ごとのヌタウナギを区別する習慣はない。そのため、アメリカで漁獲されるヌタウナギは、韓国水域に生息するヌタウナギとは別の学名の種であっても、韓国で食用になる際は区別されず同じヌタウナギとして消費される。

## 利用

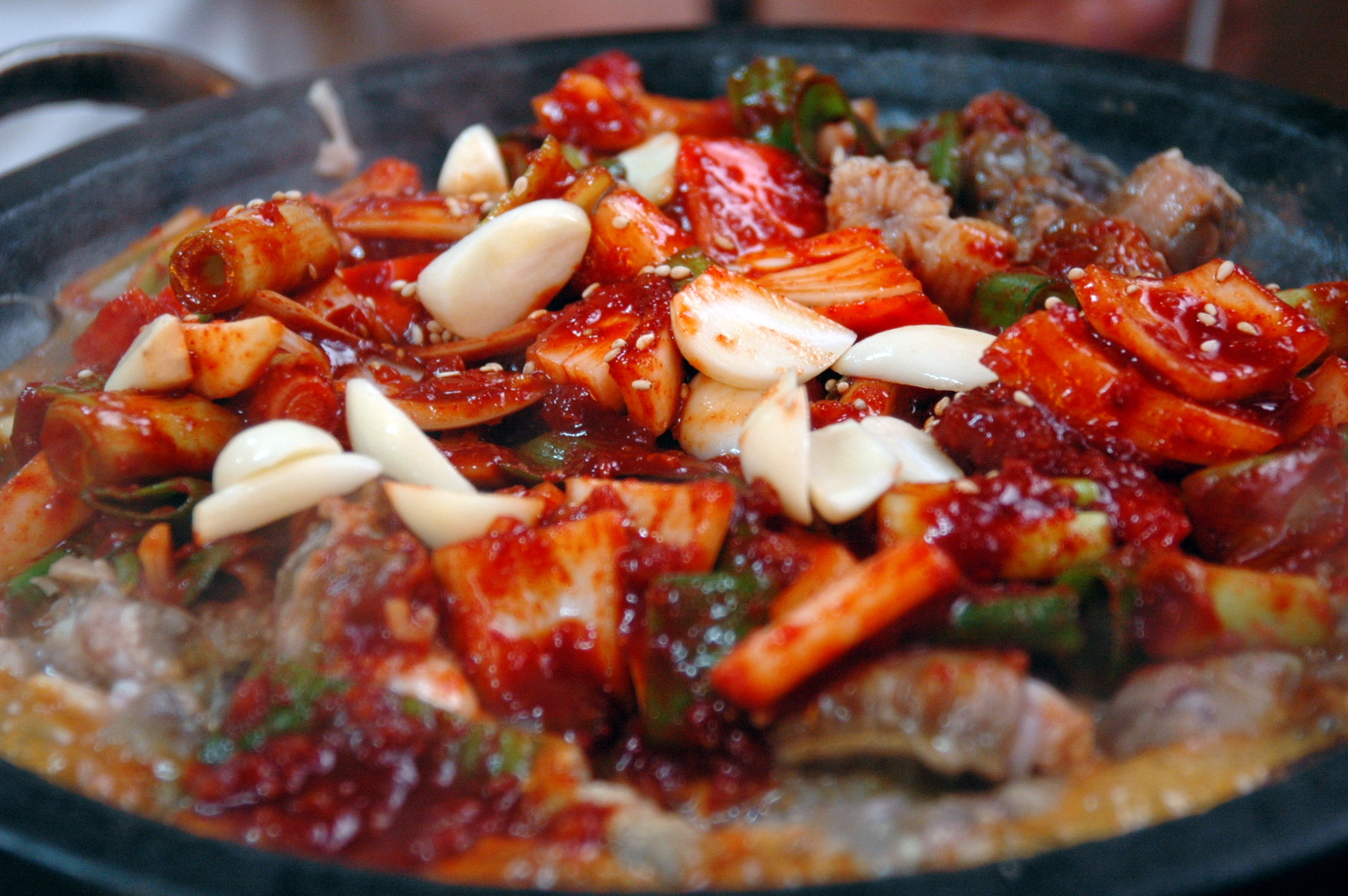
韓国のヌタウナギ料理コムジャンオ・ポックン(꼼장어 볶음) - ヌタウナギをニンニクと炒めコチュジャンで味付けた料理

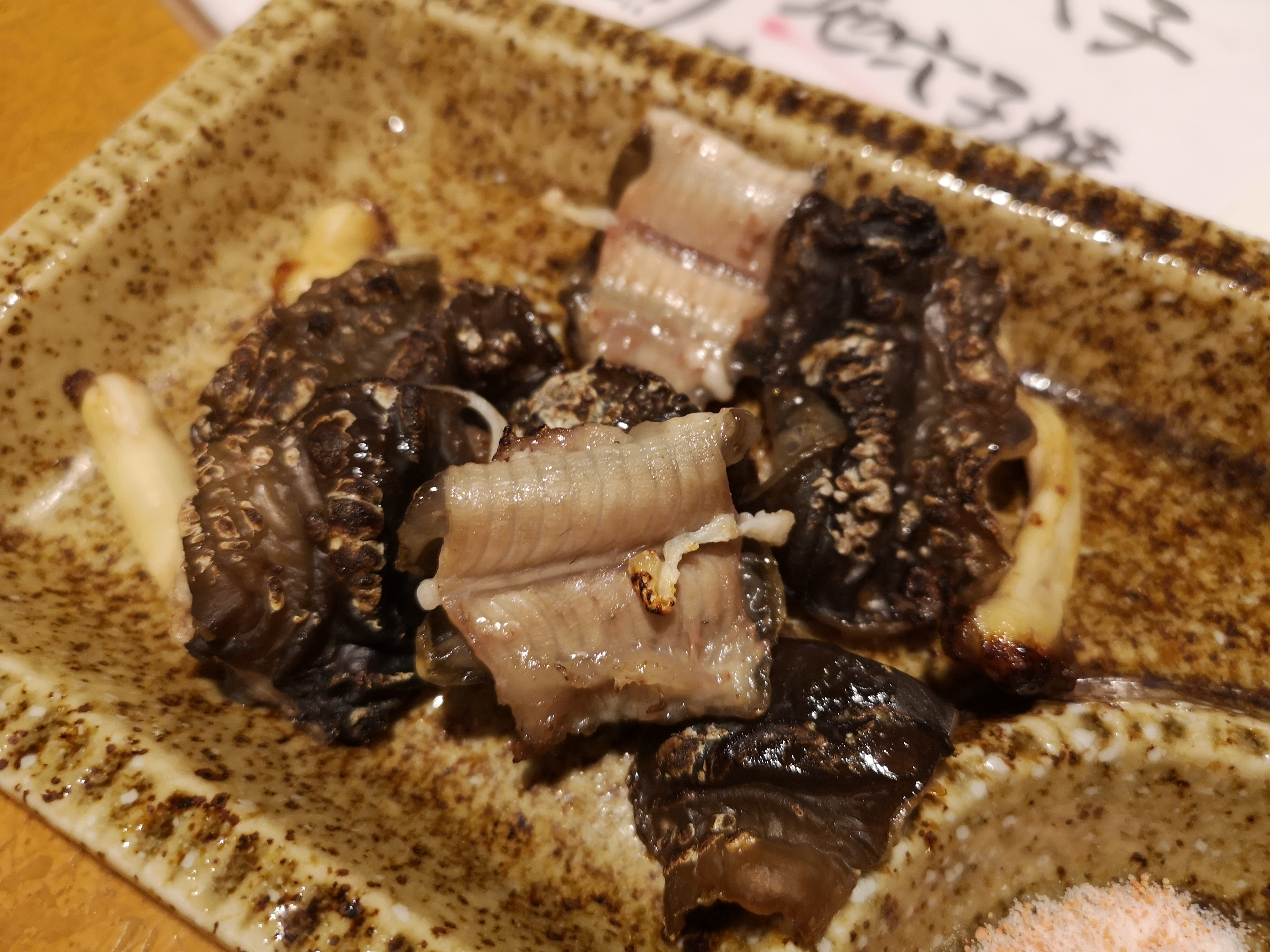
日本の一部地域で「浜焼きアナゴ」などと称されるヌタウナギの塩焼き（糸魚川市）

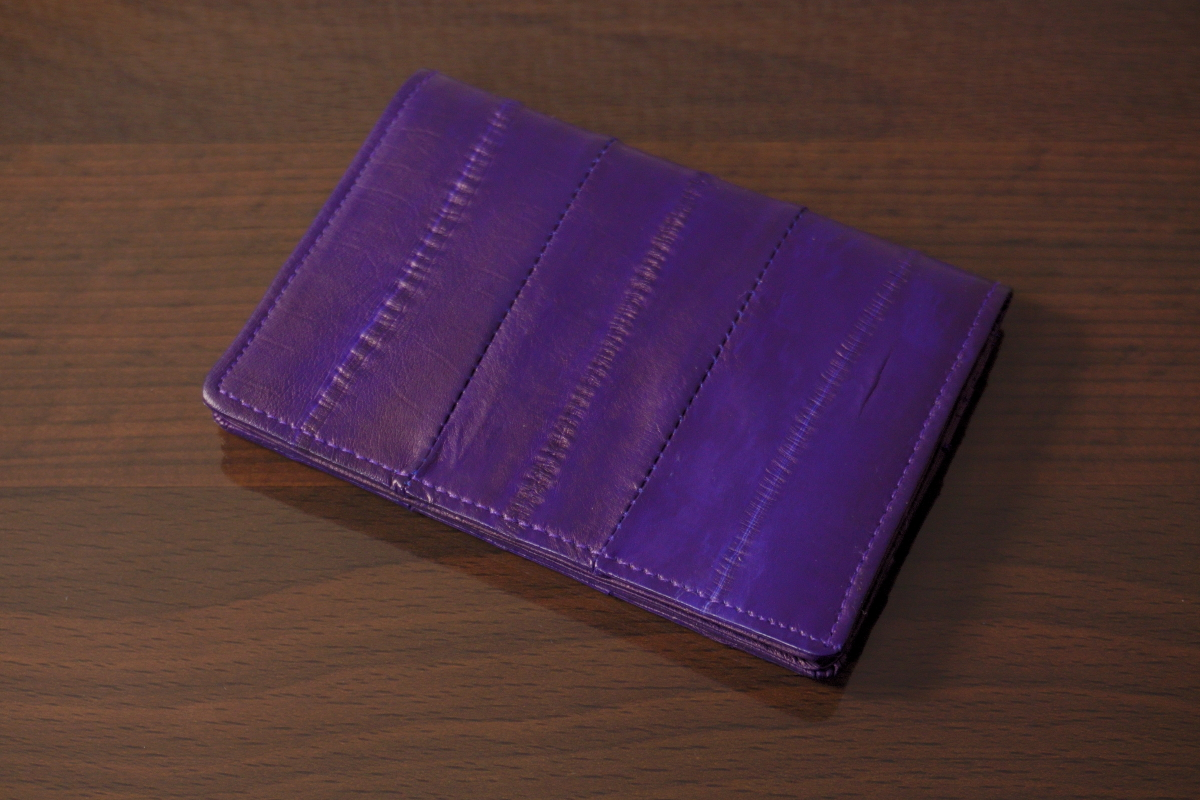
イールスキンのカード入れ

ヌタウナギの一大消費地は韓国であり、藁を燃やして丸焼きにしたり、ぶつ切りにして葱やコチュジャンで炒めたり、焼肉風に焼いて食べる。熱で動き回るヌタウナギをトングで押さえつけながら炭火で焼くのが韓国でのポピュラーな食べ方である。グロテスクな見た目（特に顔）から、少なくとも日本ではゲテモノ食材として認知されている。
日本では長崎県や新潟県など一部地域で塩焼きや干物などで食されるが、全国的にはほとんど食用として流通していない。秋田県の男鹿地方や新潟県においては「浜焼き穴子」「棒アナゴ」という加工食品が作られ、燻製や干物も市販される。なお、従来はクロヌタウナギと思われていたがキタクロヌタウナギだったことが判明している。
アメリカではヌタウナギを食用とする習慣はなく、漁獲する関係者でも食べる習慣はない。現地のヌタウナギ漁は、その革を目的とする以外は、すべて韓国へ出荷する。
ヌタウナギの革はイールスキン（eel skin）と呼ばれ独特の模様があり牛革より強く、かつしなやかである。韓国やアメリカではイールスキンで作った財布などが革製品として流通している。繁殖力はそれほど強くないようで、食用や皮革用に集中的に漁獲すると資源が急速に枯渇してしまった事例が報告されている。
日本の漁業関係者からは嫌われている。底曳き網漁業で大量に網に入ると、網の中の魚を食害して商品価値を落とすうえに、分泌した大量の粘液が海水を吸って著しく膨潤しゼラチン状に固まるため、漁具や甲板を損うからである。

## 分類

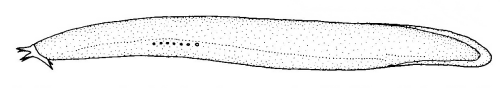
Eptatretus cirrhatus
New Zealand hagfish

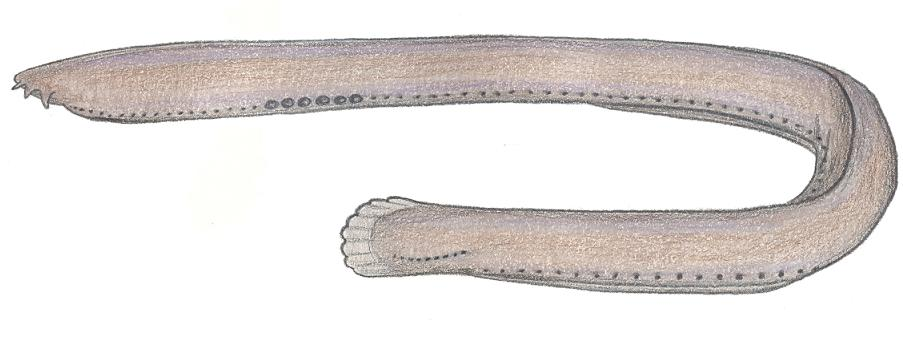
Eptatretus springeri
Gulf hagfish

ヌタウナギ綱 Myxini は1目1科の下に、3亜科6属78種を含む。日本近海では5種が知られている。ヌタウナギ目は、ヤツメウナギ目とともに現存する無顎類であり、円口類である。FishBaseでは2025年4月時点で6属91種が認められている。
- ヌタウナギ目 Myxiniformes
  - ヌタウナギ科 Myxinidae
    - ヌタウナギ亜科 Eptatretinae  1属56種
      - ヌタウナギ属 Eptatretus Cloquet, 1819（56種）
        - ヌタウナギ E. burgeri (Girard, 1845)
        - ムラサキヌタウナギ E. okinoseanus (Dean, 1904)
        - クロヌタウナギ E. atami (Dean, 1904)
        - キタクロヌタウナギ E. walkeri (McMillan & Wisner, 2004)
        - E. stoutii
        - E. cirrhatus

    - ホソヌタウナギ亜科 Myxininae  4属30種
      - ホソヌタウナギ属（旧名：メクラウナギ属） Myxine （25種）
        - ホソヌタウナギ（旧名：メクラウナギ） M. garmani
        - オキナホソヌタウナギ M. paucidens
        - M. glutinosa

      - Notomyxine 属（N. tridentiger 1種のみ）
      - Neomyxine 属（2種）
      - Nemamyxine 属（2種）

    - Rubicundinae 亜科 1属4種
      - Rubicundus 属（4種）